# Joel Pearson
Joel Pearson (* 21. März 1983 in Wollongong) ist ein australischer Straßenradrennfahrer.
Joel Pearson gewann 2003 die vierte Etappe bei der Cascade-Lounge Bar Northern Tour und wurde Zweiter in der Gesamtwertung. In der Saison 2007 war er auf einem Teilstück der Tour de la Dordogne erfolgreich. Seit 2008 fährt Pearson für das australische Continental Team Savings & Loans. In seiner ersten Saison dort gewann er jeweils eine Etappe beim Circuit des Plages Vendéennes und bei der Tour of Tasmania. Anfang 2009 war er auf dem fünften Teilstück der Tour of Wellington erfolgreich.

## Erfolge
2009
- eine Etappe Tour of Wellington

## Teams
- 2008 Savings & Loans
- 2009 Savings & Loans
- 2010 Genesys Wealth Advisers
- 2011 Team U Nantes Atlantique
- 2012 Genesys Wealth Advisers